# St. Petrus (Eisenbach)
Die römisch-katholische Pfarrkirche St. Petrus ist ein denkmalgeschütztes Kirchengebäude in Eisenbach im Taunus (Landkreis Limburg-Weilburg).

## Vorgeschichte
An dem Platz der heutigen Kirche stand vorher eine kleinere, in den Jahren 1711–1712 erbaute Kirche. Der Chor und der Turm dieser Kirche stammten jedoch von der Vorgängerkirche, die wohl im 12./13. Jahrhundert erbaut sein dürfte. Die Längsachse beider Kirchen verlief in west-östlicher Richtung, also in Richtung des Querschiffes der heutigen Kirche, wobei sich der Chor und Altar auf der Ostseite befanden. Der Turm war über dem Chorgewölbe errichtet und stand demnach unmittelbar neben dem Berghang des Weinberges. Dieser Neubau wurde am 20. April 1711 begonnen und am 31. August 1712 vollendet. Das neue Kirchenschiff wurde um das alte herum erbaut und erst nach dessen Fertigstellung wurde die alte Kirche bis auf den Turm abgebrochen. Die neue Kirche war insgesamt 95 Fuß lang, wovon das Schiff 80 Fuß betrug, und Chor, Hochaltar und Sakristei 15 Fuß umfasste. In der Breite hatte sie ca. 25 Fuß, was einen äußeren Grundriss in der Ausdehnung von ca. 10,5 × 22,5 m ergab. Der Turm war etwa 100 Fuß hoch, wovon 40 Fuß vierseitig gemauert waren und sich darauf eine achteckige Pyramide erhob, der mit Schiefer eingedeckt war.
Bereits im Jahr 1830 wurde der schlechte Zustand der Kirche dem Bistum geklagt. In dem Schwibbogen des uralten Turmes befand sich nicht nur ein senkrechter, sondern ein ovaler Riss. Offensichtlich wurden diese Bauschäden in den nächsten Jahren weitgehend behoben. 1883 wandte man sich wiederum an das Bistum, da die Pfarrkirche für die große Zahl der Gläubigen viel zu klein war.

## Geschichte und Architektur

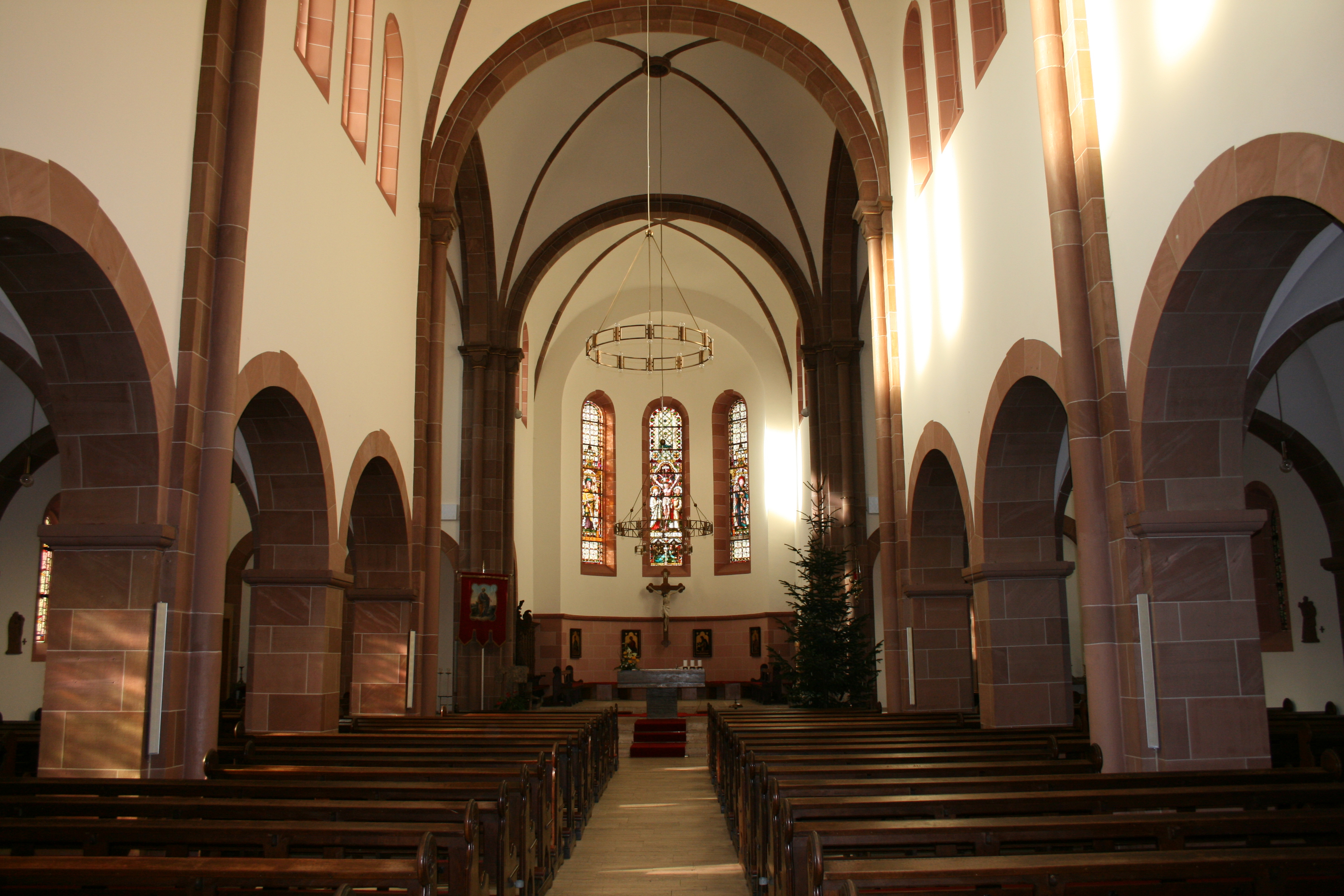
Hauptschiff zum Chor

Als der neue Kaplan Clemens Langenhof am 27. November 1884 nach Eisenbach kam, muss er sehr bald die Misere um das vorhandene Gotteshaus erkannt und zielstrebig auf den Bau einer neuen Kirche hingearbeitet haben. Noch als Kaplan trägt er im Januar 1886 dem Bischöflichen Ordinariat vor, dass die Pfarrgemeinde Eisenbach genötigt ist, sehr bald einen Neubau der Kirche in Angriff zu nehmen. Im Winter 1895/1896 wurde vom Architekt Jacob Fachinger aus Limburg die endgültigen Baupläne und die Kostenvoranschläge gefertigt. Am 25. August 1896 wurden die Grund- und Fundamentenarbeiten im Bereich außerhalb der alten Kirche begonnen. An Christi Himmelfahrt im Jahr 1897 konnte der Grundstein eingemauert werden. Im Dezember 1897 war der Rohbau fertiggestellt. Am Sonntag, dem 25. September 1898 wurde die größte und schönste Kirche des Goldenen Grundes von dem Bischof Dominikus Willi feierlich eingeweiht.
Architekt Jacob Fachinger errichtete die Kirche im Stil der Neoromanik, die mit seinem Turm auch heute noch das Ortsbild stark prägt. In den 1950er und 1970er Jahren wurde jeweils die Kirche sehr aufwendig renoviert und unter anderem an die liturgischen Erfordernisse des 2. Vatikanischen Konzils angepasst.

## Orgel
Im Jahr 1972 löste die heutige Orgel der Firma Späth mit ihren 18 Register und 1332 Pfeifen die alte im Jahr 1949 erbaute Orgel der Orgelbaufirma Wagenbach aus Limburg ab. Die neue Orgel hat einen Prospekt, der die Wirkung des großen Rosettenfensters in der Portalwand wieder voll zur Geltung kommen lässt und sich harmonisch in die Linienführung einordnet. Sie zeichnet sich durch einen vollendeten Klang aus.

## Glocken
Beim Kirchenneubau wurden die Glocken und ihre Herkunft nicht näher erwähnt. Wahrscheinlich wurden beim Kirchenneubau die Glocken der alten Kirche übernommen. Es sind vermutlich vier Glocken gewesen, denn im Ersten Weltkrieg wurden drei davon für Rüstungszwecke beschlagnahmt, und eine, die sogenannte Schulglocke, blieb. Im Jahr 1923 wurden drei neue Glocken in den Tönen f, cis und ais angeschafft. Eine Glocke stiftete der Besitzer des Hof zu Hausen. Im Zweiten Weltkrieg mussten die Glocken wieder bis auf eine für die Herstellung von Kanonen herhalten. Im Jahr 1952 wurden wieder drei Glocken, in den Tönen fis', gis' und cis'' zu der vorhandenen Glocke in ais' mit einem elektrischen Läutwerk angeschafft. Diese wurden von der Glockengießerei Otto in Hemelingen bei Bremen geliefert, wo auch schon die vorherigen Glocken gegossen worden waren.
| Glocke | Gussjahr | Schlagton (HT-1/16) | Gewicht | Durchmesser |
| ------ | -------- | ------------------- | ------- | ----------- |
| 1      | 1952     | fis′                | 980 kg  | 1160 mm     |
| 2      | 1952     | gis′                | 720 kg  | 1030 mm     |
| 3      | 1923     | ais′                | 480 kg  | 920 mm      |
| 4      | 1952     | cis″                | 290 kg  | 810 mm      |